# Claudia Trieste
Claudia Trieste (Gioia Tauro, 29 mai 1979) est une ancienne mannequin et showgirl italienne, élue Miss Italie en 1997.

## Biographie
Claudia Trieste a passé sa jeunesse à Nicotera avec ses grands-parents paternels et a étudié la danse de 6 à 12 ans. Très jeune, le 29 janvier 1986, elle a été impliquée dans un grave incident au cours duquel son père Salvatore est décédé.
Le 3 août 1997, elle remporte le titre de Miss Amarea Calabria et le 6 septembre suivant, elle est élue Miss Italie avec le numéro 88. Lors de cette édition, l'actrice Christiane Filangieri et la future parlementaire et ministre Mara Carfagna se classent respectivement troisième et sixième, ainsi que plusieurs autres candidates qui gagneront en notoriété dans les années à venir, comme Elisabetta Gregoraci, Annalisa Minetti, Caterina Murino et Silvia Toffanin.
Claudia Trieste ne cache cependant pas son manque d'intérêt pour le show-business, se proposant de poursuivre ses études. Sur la vague du succès, elle participe à de nombreuses émissions télévisées dont Donna sotto le stelle et Miss Monde 97. Elle participe de droit à Miss Univers 98, obtenant peu après son diplôme d'études secondaires.
En 1998, Luciano Rispoli la choisit comme assistante pour l'édition 1998-1999 de Tappeto volante, diffusée sur la chaîne de télévision Telemontecarlo.
En 1999, elle joue le rôle principal dans le film Il conte di Melissa (Le comte de Melissa) de Maurizio Anania, avec Massimiliano Virgilii. La même année, elle dirige les coulisses de Miss Italie. Jusqu'en 2001, elle ne participe qu'à quelques télépromotions et campagnes publicitaires, après quoi elle choisit d'abandonner le show-business pour se consacrer principalement à ses études (faculté de psychologie) et travailler comme secrétaire dans un cabinet d'avocats.
En 2006, elle suit un cours de graphisme et redécouvre un intérêt pour les arts du spectacle. Elle a participé à des œuvres vidéo-théâtrales, d'abord en tant qu'assistante de montage, puis en tant que chef de projet et conceptrice.
Le 17 juillet 2010, elle se marie à Rome avec l'avocat Vincenzo Giuffrè, fils de l'acteur napolitain Carlo, dont elle a deux enfants, Niccolò et Rebecca Maria.

## Voir également
- Miss Italie